# Parlamentní volby na Ukrajině 2019
Předčasné parlamentní volby na Ukrajině 2019 se uskutečnily 21. července 2019. Původní termín voleb měl být až v říjnu 2019, ale nově zvolený ukrajinský prezident Volodymyr Zelenskyj krátce po své inauguraci, 21. května 2019 rozpustil ukrajinský parlament a vyhlásil předčasné volby. Ve volbách jasně zvítězila prezidentova strana Služebník lidu, která získala většinu ve Verchovne radě. Hranici pěti procent pro vstup do parlamentu překročily ještě další čtyři strany. Poměrným i většinovým systémem bylo zvoleno 424 poslanců ze 450. Zbylá křesla zůstala vyhrazena poslancům z oblastí okupovaného Krymu, Doněcku a Luhansku, kde se nevolilo.

## Výsledky
Do Verchovne rady se dostalo pět politických stran a uskupení: strana Služebník lidu prezidenta Zelenského, kterou volilo 43,13 % voličů získala v parlamentu většinu 253 křesel. Na druhém místě skončila Opoziční platforma - Za život, kterou volilo 13,05 % voličů a získala 44 mandátů. Strana Otčina bývalé ukrajinské premiérky Julije Tymošenkové získala 8,18 % a 25 mandátů. Strana bývalého ukrajinského prezidenta Petra Porošenka, Evropská solidarita (dříve Blok Petra Porošenka) získala 8,13 procenta a 24 mandátů. Stranu Hlas volilo 5,85 % a získala 20 mandátů. Šest mandátů pak díky jednomandátovým obvodům získala strana Opoziční blok, strany Svoboda a Svépomoc získaly po jednom mandátu. Do Verkhovne rady se dostalo rovněž 47 nestraníků, kteří uspěli v jednomandátových obvodech.
|                        | Sluha lidu      | Opoziční platforma | Otčina             | Evropská solidarita | Hlas                |
| ---------------------- | --------------- | ------------------ | ------------------ | ------------------- | ------------------- |
| Volební lídr           | Dmytro Razumkov | Jurij Bojko        | Julija Tymošenková | Petro Porošenko     | Svjatoslav Vakarčuk |
| Počet hlasů            | 6 101 472       | 1 845 724          | 1 158 189          | 1 149 447           | 826 814             |
| Podíl                  | 43,13 % ▬       | 13,05 % ▬          | 8,18 % ▲           | 8,13 % ▼            | 5,85 % ▬            |
| Počet mandátů          | 253             | 44                 | 25                 | 25                  | 20                  |
| Předchozí volby (2014) | nová strana     | nová strana        | 5,68 % (19)        | 21,83 % (132)       | nová strana         |

### Rozdělení mandátů
| Uskupení                 | Počet mandátů | Počet mandátů | Mandáty celkem |
| Uskupení                 | kandidátky    | obvody        | Mandáty celkem |
| ------------------------ | ------------- | ------------- | -------------- |
| Зе! депутат слуга народу | 124           | 129           | 253            |
|                          | 37            | 7             | 44             |
| ВО «Батьківщина»         | 24            | 1             | 25             |
| European Solidarity      | 23            | 1             | 25             |
| Holos                    | 17            | 3             | 20             |
| Opposition Bloc 2019     | 0             | 6             | 6              |
| Svoboda logo-2           | 0             | 1             | 1              |
| Samopomich               | 0             | 1             | 1              |
| nestraníci               | -             | 48            | 47             |

Vítězní kandidáti v jednomandátových obvodech

Vítězné strany v obvodech

Poznámka: 23. července 2019 v 15:00 hodin nebylo sečteno všech 100 procent hlasů. Výsledky se ještě mohou mírně měnit. 